# Episcopi vagans
Episcopi vagans (з латини — мандрівний єпископ, блукаючий єпископ) — єпископ, висвячений апостольським спадкоємством, який не приписаний до певної єпархії, не перебуває у спілкуванні з жодною більшою Церквою, є автокефальним щодо інших єпископів, не має юрисдикції або його єпископська влада обмежується невеликим релігійним об'єднанням, що має маргінальне значення.

## Характеристики
У перші століття християнства і в ранньому середньовіччі, коли тривали гоніння і формувалася структура Церкви, майже всі єпископи, які проводили місії та засновували християнські громади з нуля, були мандрівними єпископами.
Сьогодні мандрівні єпископи — це переважно єпископи, які були законно, але недостойно висвячені іншими єпископами, а також церковні ієрархи, які були відлучені від Церкви-матері.
Єпископи-бродяги — це священнослужителі, які збирають навколо себе лише невеликі групи вірних, які не утворюють реальних церковних структур. Ці єпископи зазвичай мають неврегульований канонічний статус і не мають під своєю опікою жодної юридично врегульованої церковної організації. Вони часто використовують перебільшено вишукані титули (архієпископ, екзарх, католикос, митрополит, папа, патріарх, предстоятель), але насправді обіймають посади лише від свого імені, не маючи церковної влади.
Найбільша кількість єпископів, яких можна назвати episcopi vagantes, проживає в Сполучених Штатах Америки.